# The Yumyum Tree
The Yumyum Tree è il dodicesimo album in studio del gruppo musicale britannico Ozric Tentacles, pubblicato nel 2009.

## Tracce
1. Magick Valley – 6:42
2. Oddweird – 6:14
3. Mooncalf – 7:41
4. Oolong, Oolong – 5:54
5. Yum Yum Tree – 9:08
6. Plant Music – 5:28
7. Nakuru – 5:39
8. San Pedro – 6:21